# 西北风神翼龙属
西北风神翼龙（学名：Mistralazhdarcho）是神龙翼龙科翼龙的一个属，来自晚白垩世（坎帕阶）的法国。模式种兼唯一种是马氏西北风神翼龙（Mistralazhdarcho maggii）。

## 发现
1992年，法国南部沃洛–拉巴斯蒂德纽夫（Velaux–La Bastide Neuve）的泽维尔瓦伦丁（Xavier Valentin）发现一处丰饶的化石遗址。2009至2012年间出土了翼龙残骸。该翼龙在2015年科学文献中得到报道。
2018年，模式种马氏西北风神翼龙（Mistralazhdarcho maggii）由罗南·瓦洛（Romain Vullo）、杰拉尔丁·加西亚（Géraldine Garcia）、帕斯卡·迦德弗利兹（Pascal Godefroit）、奥德·辛科达（Aude Cincotta）与泽维尔·瓦伦丁（Xavier Valentin）等人命名并描述。属名组合发现地一种风的类型密史脱拉风及神龙翼龙科模式属神龙翼龙。种名表彰沃洛市长让–皮埃尔·马吉（Jean-Pierre Maggi）对拉巴斯蒂德纽夫古生物项目的支持。
正模标本MMS/VBN.09.C.001发现于艾克斯普罗旺斯盆地（Aix-en-Provence basin）的一个砂岩层中，其地质年龄可追溯至大约7200万年前的坎帕阶晚期。它由带有颅骨的部分骨骼组成，包括下颌骨联合、颈部前段寰椎–枢椎复合体、一节中段颈椎、左肱骨、一小块右肱骨、左桡骨、右翼骨、第四掌骨骨干、第一翼指骨近端及远端以及可鉴定为包含一些关节面及两条骨干的四块骨头碎片。骨架已经脱节，但这些骨头均是在化石层形成的140平方（1,500平方英尺）总表面内的5平方（54平方英尺）有限表面上发现的。故得出结论认为其代表单具个体。它可能是一只亚成体。

## 描述
西北风神翼龙是种大型翼龙。肱骨原长估计为19（7.5英寸）。使用亚历山大·阿韦里亚诺夫（Alexandr Averianov）设计的公式算得翼展长424（13.91英尺）。另一可能方法是从神龙翼龙科浙江翼龙的已知骨骼外推出翼展，此法算出结果为485（15.91英尺）。两者似乎均证实了正模标本个体翼展长约4.5（15英尺）的猜测。然而该个体尚未完全长大，估计成年标本翼展可能长达5至6（16至20英尺）。
描述作者确立了一些鉴别特征，其中一项为自衍征即独有衍生特征。下颌骨联合上表面在位于下颌尖后方18（7.1英寸）处的较靠前位置中线上有一发育良好的隆起，相比之下其近亲不死鸟翼龙则是位于32（13英寸）处。第二项特征可能是唯一一项自衍征，即下颌尖略微下弯。然而，其独特性是以风巨神翼龙没有这种弯曲颚尖为前提的。后者最初被描述为不具有这种颌骨，但作者在研究西北风神翼龙时得出结论称风巨神翼龙描述貌似是错误的，其弯曲的正模标本并非代表颌骨中段而是前端。
此外还存在一个由本身不独特的特征构成的独特组合。下颌骨联合或骨愈合的上表面边缘具有突出但较钝的嵴。骨联合具有V形横截面，因此缺少下嵴。颈部寰椎–枢椎复合体下端平坦。中段颈椎前关节突轻微分叉。肱骨略短于桡骨，长度为后者的66%。

## 分类
西北风神翼龙于2018年归入神龙翼龙科，但未有精确系统发育分析。其与不死鸟翼龙的骨联合上均有隆起，表明两者亲缘关系较近。

## 古生物学
西北风神翼龙是首个被命名的来自坎帕阶至马斯特里赫特阶欧洲西部的翼龙。西北风神翼龙可能代表一种中型欧洲神龙翼龙科，体型介于翼展3（9.8英尺）的较小型欧洲神龙翼龙与巨型哈采格翼龙之间。